# 川崎インターネット
川崎インターネット株式会社（かわさきいんたーねっと 英：KawasakiInternet Inc.）は、神奈川県川崎市に本社を置くインターネットサービスプロバイダ・ソフトウェア開発企業。通称はKINET（ケイアイネット）。

## 沿革
- 1996年 - 川崎市内で地域プロバイダとして発足。当時は川崎と横浜にダイアルアップのアクセスポイントを設置。
- 1997年 - 企業向けのホスティングサービス開始。東京にアクセスポイント設置
- 1998年 - apache、PHP、PostgreSQLによるウェブシステムを手がける
- 2000年 - スキャンネットを統合
- 2002年 - フリービットによるローミングサービスを開始
- 2003年 - ベイウエルの接続サービスを委託される
- 2005年 - ネット通販システム「うりますねっと」のASPサービス開始
- 2006年 - ブログサービス「きねぶろ」開始
- 2012年5月 - ブック明日ストア第一弾コンテンツ販売開始

## 主なサービス
- ウェブビジネス総合企画・ITコンサルティング
- インターネット接続サービス
- レンタルサーバー(ホスティング、ハウジング)
- ウェブ関連システム開発（ショッピングシステム、ユーザー自動登録、認証システム他）
- ソフトウェア開発
- うりますねっと（ネット通販ASP）
- 大容量ファイル送付システムCooFile(クーファイル
- Hello! e-juq.net(e-塾ねっと)(塾探しのポータルサイト)
- ブック明日ストア(デジタルコンテンツ販売)